# Капюшон (Marvel Comics)
Капюшон (англ. The Hood), настоящее имя Паркер Роббинс (англ. Parker Robbins) — суперзлодей американских комиксов издательства Marvel Comics. Созданный сценаристом Брайан Вон и художниками Кайлом Хотцем и Эриком Пауэллом, персонаж дебютировал в ограниченной сольной серии The Hood. Изначально Роббинс был мелким преступником, который в какой-то момент столкнулся с демоном Нишанти. Одержав победу над ним, Роббинс приобрёл магические капюшон и сапоги, наделившие его сверхъестественными способностями, такими как невидимость и левитация. Взяв псевдоним «Капюшон», он стал видной фигурой криминального мира Нью-Йорка, в конечном итоге сформировав собственный преступный синдикат.
На протяжении многих лет с момента его первого появления в комиксах персонаж появлялся в других медиа-продуктах, включая мультсериалы и видеоигры. В рамках медиафраншизы «Кинематографическая вселенная Marvel» (КВМ) роль Капюшона исполнил Энтони Рамос.

## История публикаций
Созданный сценаристом Брайан Вон и художниками Кайлом Хотцем и Эриком Пауэллом, Капюшон дебютировал в ограниченной сольной серии в рамках импринта Marvel Max в 2002 году, в которой раскрывается история происхождения персонажа, получившего мистические башмаки и плащ от демона Нишанти, предоставившие ему сверхъестественные способности.
Впоследствии Капюшон фигурировал в мини-серии Beyond! 2006 года, действие которой разворачивается в открытом космосе. По мере развития сюжета он постепенно становится антигероем.
В интервью для Newsarama 2007 года Брайан Майкл Бендис сравнил роль Паркера Роббинса в New Avengers с ролью Вито Корлеоне в картине «Крёстный отец 2». Бендис охарактеризовал Капюшона как «одно из превосходных новых творений, наряду с Часовым и Эхо, которые отошли на второй план из-за того, что никто с ними не работал».
Вернувшись к своим злодейским корням, Роббинс стал «Крёстным отцом» всех суперзлодеев, отчасти потому, что из-за событий Civil War герои оказались не в состоянии остановить его.
После событий Secret Invasion 2008 года Капюшон играл более значимую роль в составе Заговорщиков и обзавёлся собственной ограниченной серией Dark Reign : The Hood, написанной Джеффом Паркером.

## Коллекционные издания
| Название                    | Материал                  | Дата публикации | ISBN       |
| --------------------------- | ------------------------- | --------------- | ---------- |
| The Hood: Blood from Stones | The Hood #1–6             | 1 августа 2007  | 0785128182 |
| Dark Reign: The Hood        | Dark Reign: The Hood #1–5 | 6 января 2010   | 0785141634 |

## Вне комиксов

### Телевидение
- Капюшон появился в мультсериале «Мстители будущего» (2017), где его озвучил  Масакадзу Нисида[12].
- Капюшон фигурирует в качестве главного антагониста в 6 эпизоде 3 сезона сериала "What If...?", однако ближе к концу раскрывается, что оригинальный Капюшон был убит ещё до основных событий эпизода сестрой Шан-Чи – Сюй Сялинь, которая и стала вместо него новым Капюшоном.
- Энтони Рамос исполняет роль Капюшона в сериале «Железное сердце» (2025) для Disney+ , действие которого происходит в рамках медиафраншизы «Кинематографическая вселенная Marvel»[13].

### Видеоигры
- Капюшон фигурировал в игре Marvel Avengers Alliance для Facebook.
- Дэйв Боут озвучил Капюшона в игре Marvel Heroes[12].
- Капюшон появился в игре Marvel Puzzle Quest.
- Капюшон упоминается в игре The Amazing Spider-Man 2. Согласно файлам Джин Девулфф он является лидером банды, обосновавшейся в Нью-Йорке. Несмотря на то, что он не появляется физически, Девулфф скептически относится к его мистическим способностям. Также Человек-паук упоминает Капюшона во время миссии по защите полицейского конвоя от уличных головорезов.
- Капюшон — один из игровых персонажей Marvel: Contest of Champions[14].
- Карта Капюшона появляется в игре Marvel Snap (2022).